# Diócesis de Kontum
La diócesis de Kontum (en latín: Dioecesis Kontumensis y en vietnamita: Giáo phận Kon Tum) es una circunscripción eclesiástica de la Iglesia católica en Vietnam. Se trata de una diócesis latina, sufragánea de la arquidiócesis de Huế, que tiene al obispo Luy Gonzaga Nguyễn Hùng Vị como su ordinario desde el 7 de octubre de 2015.

## Territorio y organización
La diócesis tiene 25 225 km² y extiende su jurisdicción sobre los fieles católicos de rito latino residentes en las provincias de Gia Lai y Kon Tum.
La sede de la diócesis se encuentra en la ciudad de Kontum, en donde se halla la Catedral de la Inmaculada Concepción.
En 2019 en la diócesis existían 118 parroquias.

## Historia
El vicariato apostólico de Kontum fue erigido el 18 de enero de 1932 con el breve Decessores Nostros del papa Pío XI, obteniendo el territorio del vicariato apostólico de Quinhon (hoy diócesis de Quy Nhơn).
El 4 de abril de 1957, mediante el decreto Quo melius de la Congregación de Propaganda Fide, cedió la provincia de Attapeu a la prefectura apostólica de Thakheh (hoy vicariato apostólico de Savannakhet) en Laos.
El 24 de noviembre de 1960 el vicariato apostólico fue elevado a diócesis con la bula Venerabilium Nostrorum del papa Juan XXIII, y al mismo tiempo cedió una porción de territorio para la erección de la diócesis de Đà Lạt mediante la bula Quod venerabiles.
El 22 de junio de 1967 cedió otra porción de su territorio para la erección de la diócesis de Ban Mê Thuột mediante la bula Qui Dei benignitate del papa Pablo VI.

## Estadísticas
De acuerdo al Anuario Pontificio 2020 la diócesis tenía a fines de 2019 un total de 337 200 fieles bautizados.
| Año                                                                             | Población            | Población | Población      | Sacerdotes | Sacerdotes    | Sacerdotes    | Bautizados por sacerdote | Diáconos permanentes | Religiosos | Religiosos | Parroquias |
| Año                                                                             | Bautizados católicos | Total     | % de católicos | Total      | Clero secular | Clero regular | Bautizados por sacerdote | Diáconos permanentes | Varones    | Mujeres    | Parroquias |
| ------------------------------------------------------------------------------- | -------------------- | --------- | -------------- | ---------- | ------------- | ------------- | ------------------------ | -------------------- | ---------- | ---------- | ---------- |
| 1950                                                                            | 25 802               | 700 000   | 3.7            | 40         | 40            |               | 645                      |                      |            |            | 24         |
| 1969                                                                            | 80 627               | 850 000   | 9.5            | 77         | 76            | 1             | 1047                     |                      | 6          | 105        | 35         |
| 1979                                                                            | 68 745               | 473 800   | 14.5           | 36         | 32            | 4             | 1909                     |                      |            | 173        | 45         |
| 1999                                                                            | 120 000              | 1 200 000 | 10.0           | 34         | 30            | 4             | 3529                     |                      | 4          | 133        | 52         |
| 2000                                                                            | 180 000              | 1 200 000 | 15.0           | 31         | 27            | 4             | 5806                     |                      | 4          | 136        | 57         |
| 2001                                                                            | 181 063              | 1 300 000 | 13.9           | 31         | 27            | 4             | 5840                     |                      | 5          | 163        | 57         |
| 2002                                                                            | 193 206              | 1 350 000 | 14.3           | 33         | 29            | 4             | 5854                     |                      | 5          | 171        | 55         |
| 2003                                                                            | 197 723              | 1 400 000 | 14.1           | 43         | 38            | 5             | 4598                     | 1                    | 8          | 197        | 77         |
| 2004                                                                            | 203 723              | 1 418 885 | 14.4           | 40         | 33            | 7             | 5093                     |                      | 13         | 191        | 77         |
| 2006                                                                            | 216 384              | 1 438 395 | 15.0           | 47         | 39            | 8             | 4603                     | 1                    | 31         | 200        | 77         |
| 2013                                                                            | 291 063              | 1 775 200 | 16.4           | 103        | 62            | 41            | 2825                     |                      | 100        | 465        | 94         |
| 2016                                                                            | 318 899              | 1 833 200 | 17.4           | 141        | 79            | 62            | 2261                     |                      | 90         | 521        | 116        |
| 2019                                                                            | 337 200              | 1 900 000 | 17.7           | 176        | 90            | 86            | 1915                     |                      | 114        | 560        | 118        |
| Fuente: Catholic-Hierarchy, que a su vez toma los datos del Anuario Pontificio. |                      |           |                |            |               |               |                          |                      |            |            |            |

## Episcopologio
- Martial-Pierre-Marie Jannin, M.E.P. † (10 de enero de 1933-16 de julio de 1940 falleció)
- Jean-Liévin-Joseph Sion, M.E.P. † (23 de diciembre de 1941-19 de agosto de 1951 falleció)
- Paul-Léon Seitz, M.E.P. † (19 de junio de 1952-2 de octubre de 1975 renunció)
- Alexis Pham Van Lôc † (2 de octubre de 1975 por sucesión-8 de abril de 1995 retirado)
- Pierre Trân Thanh Chung (8 de abril de 1995 por sucesión-16 de julio de 2003 retirado)
- Michel Hoang Ðúc Oanh (16 de julio de 2003-7 de octubre de 2015 retirado)
- Luy Gonzaga Nguyễn Hùng Vị, desde el 7 de octubre de 2015